# إيمرول فيليب
إيمرول فيليب (مواليد 1966) هو ملاكم غرينادي، مثّل بلاده في الألعاب الأولمبية الصيفية 1984.

## روابط خارجية
إيمرول فيليب على موقع أوليمبيديا (الإنجليزية)